# Hello Pro Kenshusei
Hello Pro Kenshusei (яп. ハロプロ研修生 Харо Пўро Кэнсю:сэй), раньше наз. Hello Pro Egg (яп. ハロプロエッグ), — коллектив в составе японского музыкального проекта Hello! Project. Первое прослушивание туда состоялось в 2004 году, и с тех пор они проходят периодически.
Служит в проекте Hello! Project в качестве тренировочной группы, где молодые девушки проходят обучение. Лучшие из них потом могут стать участницами популярных музыкальных групп проекта.
В частности, из Hello Pro Kenshusei вышли такие теперь известные участницы Hello! Project, как Мизуки Фукумура и Харука Кудо (обе потом были введены в состав Morning Musume). А Juice=Juice была полностью создана из участниц Hello Pro Kenshusei, впоследствии став одной из основных гёрл-групп проекта.
В январе 2015 года из участниц Hello Pro Kenshusei была создана новая музыкальная группа Magnolia Factory.

## Состав
Список по состоянию на 3 сентября 2017 года.
17 поколение (2012)
- Рэйна Итиока (яп. 一岡怜奈 Ichioka Reina, род. 25 февраля 1999)

19 поколение (2013)
- Хикару Иноуэ (яп. 井上ひかる Inoue Hikaru, род. 31 августа 2000)

22 поколение (2014)
- Кидзуки Хориэ (яп. 堀江葵月 Horie Kizuki, род. 14 мая 1998)

23 поколение (2005)
- Куруми Такасэ (яп. 高瀬くるみ Takase Kurumi, род. 16 марта 1999)

24 поколение (2015)
- Кокоро Маэда (яп. 前田こころ Maeda Kokoro, род. 23 июня 2002)
- Мидзуки Канацу (яп. 金津美月 Kanatsu Mizuki, род. 9 октября 2002)

25 поколение (2016)
- Куруми Ногути (яп. 野口胡桃 Noguchi Kurumi, род. 29 августа 2001)
- Котоми Оно (яп. 小野琴己 Ono Kotomi, род. 7 октября 2002)
- Сакико Кодама (яп. 児玉咲子 Kodama Sakiko, род. 29 марта 2003)
- Кирара Ёнэмура (яп. 米村姫良々 Yonemura Kirara, род. 30 апреля 2004)
- Момохимэ Киёно (яп. 清野桃々姫 Kiyono Momohime, род. 22 декабря 2004)

26 поколение (2016)
- Юханэ Ямадзаки (яп. 山﨑夢羽 Yamazaki Yuhane, род. 5 ноября 2002)
- Сиори Нисида (яп. 西田汐里 Nishida Shiori, род. 7 июня 2003)
- Рин Хасисако (яп. 橋迫鈴 Hashisako Rin, род. 6 октября 2005)

27 поколение (2017)
- Рика Симакура (яп. 島倉りか Shimakura Rika, род. 20 августа 2000)
- Марина Хиби (яп. 日比麻里那 Hibi Marina, род. 17 декабря 2002)
- Сая Ёгути (яп. 江口紗耶 Eguchi Saya, род. 1 августа 2003)
- Рэна Дои (яп. 土居麗菜 Doi Rena, род. 1 сентября 2004)
- Минами Окамура (яп. 岡村美波 Okamura Minami, род. 20 октября 2004)
- Риай Мацунага (яп. 松永里愛 Matsunaga Riai, род. 7 июля 2005)
- Итиго Ямада (яп. 山田苺 Yamada Ichigo, род. 15 июля 2005)
- Нацуми Накаяма (яп. 中山夏月姫 Nakayama Natsume, род. 20 июля 2005)

## Группы
- Tomoiki Ki wo Uetai (2005—2008)
- Shugo Chara Egg! (2008—2010)
- Juice=Juice (2013, затем стала самостоятельной группой в составе Hello! Project)

## Дискография
Полный список см. в «ハロプロ研修生 § 作品» в японском разделе.

### DVD-синглы
| Год  | Название                                                                                       | Чарты | Примечания                                                       |
| Год  | Название                                                                                       | JP    | Примечания                                                       |
| ---- | ---------------------------------------------------------------------------------------------- | ----- | ---------------------------------------------------------------- |
| 2013 | «Oheso no Kuni kara Konnichiwa / Ten made Nobore!» (яп. おへその国からこんにちは/天まで登れ! ) | 98    | См. видеоклип Архивная копия от 8 апреля 2017 на Wayback Machine |

### Альбомы
| Название                                        | Подробнее                                                                  | Чарты |
| Название                                        | Подробнее                                                                  | JP    |
| ----------------------------------------------- | -------------------------------------------------------------------------- | ----- |
| 1 Let’s Say «Hello!» (яп. ① Let's say “Hello!”) | - Выпущен: 18 февраля 2015 - Лейбл: Up-Front Indies - Формат(ы): CD и т.д. | 63    |